# Phó Hằng
Phó Hằng (chữ Hán: 傅恒; tiếng Mãn: ᡶᡠᡥᡝᠩ, Möllendorff: Fu Heng, tiếng Miến Điện: ဖူဟင်း; 1720 - 1770), còn gọi Phú Hằng (富恒), biểu tự Xuân Hòa (春和), Mãn Châu Tương Hoàng kỳ, Phú Sát thị, là một quan viên, chính trị gia, Quân cơ đại thần, Đại học sĩ của triều đại nhà Thanh dưới thời Càn Long Đế.
Ông nổi tiếng là một ngoại thích, do là em trai của Hiếu Hiền Thuần Hoàng hậu. Con trai ông, Phúc Khang An là một sủng thần của Càn Long Đế, không kém cạnh gì Hòa Thân, do đó địa vị của gia đình ông rất vững chắc. Ông còn nổi tiếng vì tham gia cuộc chiến cuối cùng trong Chiến tranh Thanh-Miến.

## Thuở trẻ
Phó Hằng sinh năm Khang Hi thứ 59 (1720), xuất thân thuộc đại gia tộc Sa Tế Phú Sát thị, kỳ tịch là Mãn Châu Tương Hoàng kỳ. Tiên tổ của Phó Hằng là Vượng Cát Nỗ (旺吉努), từng dấy binh tùy tùng cho Thanh Thái Tổ Nỗ Nhĩ Cáp Xích, lập được quân công. Tằng tổ phụ Cáp Thập Truân (哈什屯) làm Đại thần Nghị chính triều Thuận Trị Đế, có thể thấy nguyên dòng dõi của Phó Hằng là quý tộc gốc.
Tổ phụ của Phó Hằng tên là Mễ Tư Hàn, dưới thời Thanh Thánh Tổ Khang Hi làm đến Thượng thư bộ Hộ, Nghị chính đại thần, phụ thân là Sát Cáp Nhĩ tổng quản Lý Vinh Bảo, con trai thứ tư của Mễ Tư Hàn, thê tử là Giác La thị. Trong nhà ông có 7 anh trai khác, và người chị là Hiếu Hiền Thuần Hoàng hậu, nguyên phối thê tử của Càn Long Đế.
Năm Càn Long thứ 5 (1740), Phó Hằng nhậm Lam Linh Thị vệ, không lâu sau lại thăng Đầu đẳng Thị vệ. Sang năm thứ 7 (1742), Phó Hằng nhậm Ngự tiền Thị vệ, làm chức Tổng quản Nội vụ phủ Đại thần, quản lý sự vụ Viên Minh Viên. Năm thứ 8 (1743), nhậm Thị lang bộ Hộ, không lâu sau lại thăng Tuần phủ Sơn Tây.

## Trọng thần
Năm Càn Long thứ 11 (1746), nhậm Quân cơ đại thần, Nội đại thần kiêm Tả Thị lang bộ Hộ, sang năm sau (1747) lại thăng làm Thượng thư bộ Hộ, lại kiêm Nghị chính đại thần, Loan Nghi vệ Chưởng vệ Đại thần (銮仪卫掌卫大臣), Điện thí độc Quyển quan (殿试读卷官) và Hội Điển quán Chính tổng tài (会典馆正总裁).
Năm Càn Long thứ 13 (1748), tháng 3, Hiếu Hiền Thuần Hoàng hậu khi đi cùng Càn Long Đế Nam tuần, trên đường trở về thì giá băng tại Đức Châu, Phó Hằng tùy hành, chấp quản toàn bộ xử lý tang sự. Tháng 4, Càn Long Đế gia Phó Hằng làm Thái tử Thái bảo (太子太保). Khi ấy Thủ tịch Quân cơ đại thần Nột Thân lãnh tiến công chiến dịch Đại Tiểu Kim-Xuyên, Càn Long Đế gia thêm cho Phó Hằng làm Hiệp bạn Đại học sĩ (协办大学士), kiêm nhiếp quản bộ Lại.
Đương khi đó, Nột Thân gặp bất lợi trong cuộc chiến với Kim-Xuyên, Càn Long Đế mệnh Phó Hằng tạm quản Tổng đốc Xuyên Thiểm, rồi lại chính thức làm Bảo Hòa điện Đại học sĩ (保和殿大学士), mệnh Phó Hằng đem hành quân dẹp loạn. Càn Long Đế đích thân bày yến ở Trọng Hoa cung, lại sai người trí tế điển lễ, lại mệnh các Hoàng tử và Đại học sĩ đến tiễn. Sau đó, Càn Long Đế thấy Phó Hằng thúc quân nghiêm minh, kỉ luật chặt chẽ, ngầm sai quan viên dâng tấu thỉnh gia thêm Thái tử Thái phó (太子太傅), Phó Hằng biết được bèn chối từ, nhưng Càn Long Đế kiên quyết trao cho. Phó Hằng điều quân quyết đoán, chém chết Tiểu Kim Xuyên thổ là Lương Nhĩ Cát (良尔吉) vì tội làm gián điệp, Càn Long Đế khen ngợi mà ban cho 2 cặp mắt Khổng tước linh, không cho phép chối từ. Tháng 12 năm đó, Phó Hằng đến nơi, đến tháng giêng đầu năm sau (1749), Phó Hằng dâng sớ phân tích tình hình chiến cuộc và nguyên nhân chiến bại của Nột Thân.
Càn Long Đế cho rằng Kim-Xuyên không phải đại địch, đến đây nghe tình hình bất lợi, bèn lấy ý chỉ của Sùng Khánh Hoàng thái hậu mà triệu hồi Phó Hằng khải hoàn, còn lấy mượn chỉ dụ của Thái hậu mà ban cho Phó Hằng tước Nhất đẳng Trung Dũng công (一等忠勇公), ban cho mũ đính Bảo thạch, Tứ đoàn long bổ phục. Phó Hằng lại dâng sớ kiên quyết chối từ, cùng Nhạc Chung Kỳ hiệp lực tiến công, thu phục được 2 cha con Toa La Bôn (莎罗奔), liền phản hồi kinh sư. Càn Long Đế đích thân viết chiếu thư ngợi khen, dựa theo lệ cũ của Dương Cổ Lợi (扬古利), ban Phó Hằng 2 cây súng, 2 thân quân theo hầu. Khi Phó Hằng đến Bắc Kinh, Càn Long Đế đặc biệt mệnh Hoàng trưởng tử Vĩnh Hoàng cùng Dụ Thân vương Quảng Lộc (廣祿) đến ngoại ô nghênh đón, lại cho xây dựng Từ đường cho Phú Sát thị, lại vì Phó Hằng mà phủ đệ ở trong Đông An môn (東安門).
Năm Càn Long thứ 35 (1770), ngày 13 tháng 7 (âm lịch), Phó Hằng chết bệnh, hưởng thọ 50 tuổi. Càn Long Đế ban đại ân, cho an táng Phó Hằng theo lễ Trấn Quốc công, lại đích thân tới tế rượu, thụy hiệu là Văn Trung (文忠). Hoàng đế còn làm thơ thương tiếc ông, ví ông là người vì xã tắc. Đầu năm Gia Khánh (1796), tặng hàm Quận vương, ban ơn thờ tại Thái miếu.

## Gia tộc
- Gia quyến:
  - Cha: Sát Cáp Nhĩ Tổng quản Lý Vinh Bảo
  - Mẹ: Giác La thị
  - Chị gái: Hiếu Hiền Thuần Hoàng hậu Phú Sát thị, Nguyên phối Hoàng hậu của Thanh Cao Tông Càn Long Đế
- Thê thiếp:
  - Vợ: Diệp Hách Na Lạp thị, con gái của Nạp Lan Vĩnh Thụy, chị gái của Thư phi.
  - Lý thị, có hài tử là Phúc Trường An
- Con trai:
  - Phúc Linh An, Đa la Ngạch phò, Phó Đô thống Mãn Châu Chính Bạch kỳ, thay quyền Tổng binh Vân Nam.
  - Phúc Long An, làm quan đến Lại bộ Thượng thư, ngạch phò của Hòa Thạc Hòa Gia Công chúa , Hoàng tứ nữ của Càn Long đế và Thuần Huệ Hoàng quý phi.
  - Phúc Khang An, làm quan đến Võ Anh điện Đại học sĩ, được phong làm Trung Duệ Gia Dũng Bối tử, sau khi qua đời được truy tặng Đa La Quận vương, thụy Văn Tương.
  - Phúc Trường An, làm quan đến Hộ bộ Thượng thư, được treo tranh trong Tử Quang các, mẹ là Lý thị.
- Con gái:
  - Đích Phúc tấn của Thành Triết Thân vương Vĩnh Tinh.
  - Đích Phúc tấn của Duệ Cung Thân vương Thuần Dĩnh.

## Trong văn hóa đại chúng
| Năm  | Phim ảnh          | Diễn viên | Nhân vật         |
| 2018 | Diên Hi Công Lược | Hứa Khải  | Phú Sát Phó Hằng |